# Obwód kubański
Obwód kubański (ros. Кубанская область) – jednostka administracyjno-terytorialna Imperium Rosyjskiego, terytorium Kozackiego Wojska Kubańskiego. Istniał w latach 1860–1918. Obwód był mieszany etnicznie, według spisu 1897 zamieszkiwało go 1 918 881 osób, w tym 908 818 (47,4%) Ukraińców i 816 734 (42,6%) Rosjan. Od 1905 wchodził w skład Namiestnictwa Kaukaskiego.

## Historia
Obwód kubański został utworzony 8 lutego 1860 roku w ramach reform administracyjnych przeprowadzanych przez cesarza Aleksandra II. 19 listopada 1860 Rosyjskie Ministerstwo Wojny powołało do życia oddziały Kozaków kubańskich, które powstały z przekształcenia wojsk Kozaków Wojska Czarnomorskiego. Ich stolicą uczyniono Jekaterynodar. Od zachodu granice obwodu ustalało Morze Azowskie, Cieśnina Kerczeńska i skrawek wybrzeża Morza Czarnego. Od południa obwód graniczył z gubernią czarnomorską i gubernią kutaiską, od wschodu z obwodem terskim, a od północy z Obwodem Wojska Dońskiego. 30 grudnia 1869 roku wprowadzono nowy podział administracyjny obwodu. Został podzielony na pięć oddziałów: batałpaszyński, jejski, jekaterynodarski, majkopski i temriucki. W 1888 roku oddziałów było już osiem, oprócz wymienionych pięciu utworzono jeszcze kaukaski i łabiński, a w późniejszych latach nazwę temriuckiego zmieniono na tamański. Pod koniec XIX wieku Kozacy byli właścicielami 73,6% areału ziemi w regionie. Od 1861 do 1901 roku liczba ludności w obwodzie zwiększyła się o ponad milion. Druga połowa XIX wieku to także dynamiczny rozwój ekonomiczny regionu, czemu sprzyjało utworzenie pierwszych linii kolejowych. W 1900 roku oddano do użytku linię kolejową z Jekaterinodaru do Stawropola. Zaczął się także rozwijać przemysł naftowy.
Obwód kubański załamał się w wyniku klęski rosyjskiej w czasie I wojny światowej, a następnie dwóch rewolucji i wojny domowej. W 1917 roku Kozacy utworzyli na tym obszarze Kubańską Republikę Ludową, a w 1918 roku powstała Kubańska Republika Radziecka. Także w 1918 roku ziemie te weszły w skład Kubańsko-Czarnomorskiej Republiki Radzieckiej, a następnie Północnokaukaskiej Republiki Radzieckiej. Po wojnie domowej w granicach RFSRR. Obecnie terytoria dawnego obwodu kubańskiego wchodzą w skład: większości Kraju Krasnodarskiego, Adygei, większości Karaczajo-Czerkiesji, południowo-zachodnich krańców Kraju Stawropolskiego i południowej części obwodu rostowskiego.

## Demografia
W 1897 roku obwód kubański zamieszkiwało 1 918 881 mieszkańców, z czego 908 818 Ukraińców i 816 734 Rosjan.
Podział narodowościowy mieszkańców obwodu według spisu 1897 w oddziałach według zadeklarowanego języka ojczystego:
| Oddział          | Ukraińcy | Rosjanie | Czerkiesi | Karaczajowie | Niemcy | Grecy | Ormianie | Kabardyjczycy | Abchazowie | Nogajowie | Białorusini |
| ---------------- | -------- | -------- | --------- | ------------ | ------ | ----- | -------- | ------------- | ---------- | --------- | ----------- |
| Batałpaszyński   | 27,1%    | 41,9%    | 1,8%      | 12,5%        | 2,0%   | ...   | ...      | 3,9%          | 4,8%       | 2,7%      | ...         |
| Jejski           | 73,9%    | 23,6%    | ...       | ...          | ...    | ...   | ...      | ...           | ...        | ...       | ...         |
| Jekaterynodarski | 51,8%    | 34,2%    | 8,1%      | ...          | ...    | 1,4%  | 1,1%     | ...           | ...        | ...       | ...         |
| Kaukaski         | 45,8%    | 51,1%    | ...       | ...          | 1,6%   | ...   | ...      | ...           | ...        | ...       | ...         |
| Łabiński         | 18,9%    | 75,2%    | ...       | ...          | 1,9%   | ...   | 1,7%     | ...           | ...        | ...       | 1,3%        |
| Majkopski        | 31,3%    | 56,9%    | 4,9%      | ...          | ...    | ...   | ...      | 2,1%          | ...        | ...       | 1,3%        |
| Temriucki        | 75,2%    | 17,1%    | ...       | ...          | ...    | 4,0%  | ...      | ...           | ...        | ...       | ...         |
| Cały obwód       | 47,4%    | 42,6%    | 2,0%      | 1,4%         | 1,1%   | 1,0%  | ...      | ...           | ...        | ...       | ...         |

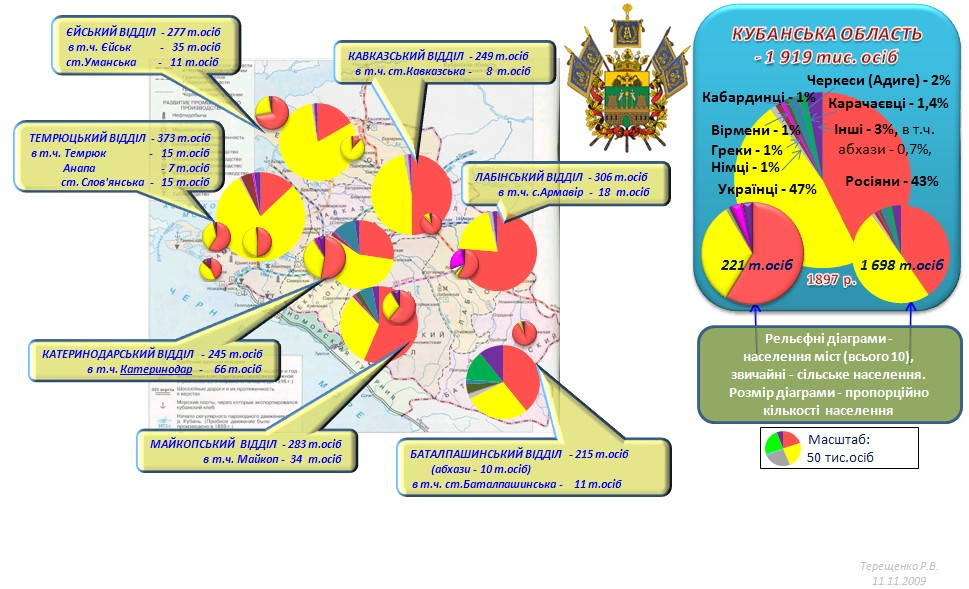
Mapa etnograficzna obwodu kubańskiego według danych spisu 1897

Ludność w miastach obwodu, licząca 113 874 osób, składała się z następujących narodowości (według kryterium językowego):
- Rosjanie – 129 855, Ukraińcy – 72 560, Białorusini – 1311, Polacy – 1300, Niemcy – 1984, Żydzi – 1260, Grecy – 1905, Ormianie – 7578, Persowie – 120[9].

Liczba mężczyzn w miastach wyniosła 113 874, a liczba kobiet 107 334
Podział według wyznania wyglądał następująco:
- prawosławni – 1 747 319
- staroobrzędowcy i mniejsze odłamy prawosławne – 24 943
- Apostolski Kościół Ormiański – 14 650
- Kościół katolicki obrządku ormiańskiego – 143
- katolicy – 7534
- luteranie – 16 741
- ewangelicy – 834
- baptyści – 76
- mennonici – 1147
- Inne wyznania chrześcijańskie – 14
- Karaimi – 91
- Żydzi – 2105
- muzułmanie – 102 920
- buddyści – 355
- inni – 9
- Razem – 1 918 881[10].

Na początku XX wieku liczba mieszkańców wynosiła 2 731 100.

## Podział administracyjny
Obwód kubański podzielony był początkowo na pięć oddziałów, których liczba w wyniku kolejnych reform administracyjnych i przekształceń wzrosła do siedmiu. Na początku XX wieku podział administracyjny obwodu kubańskiego wyglądał następująco:
| Lp. | Oddział          | Centrum                | Powierzchnia (wiorst) | Ludność |
| --- | ---------------- | ---------------------- | --------------------- | ------- |
| 1.  | Batałpaszyński   | Batałpaszyńska stanica | 12 010,0              | 215 400 |
| 2.  | Jejski           | Humańska stanica       | 14 568,6              | 277 300 |
| 3.  | Jekaterinodarski | Jekaterinodar          | 6 141,3               | 245 173 |
| 4.  | Kaukaski         | Kawkazskaja stanica    | 11 298,9              | 249 182 |
| 5.  | Łabiński         | Armawir                | 9 317,9               | 305 733 |
| 6.  | Majkopski        | Majkop                 | 14 613,6              | 283 117 |
| 7.  | Tamański         | Sławiańska stanica     | 13 266,2              | 342 976 |

## Władze obwodu kubańskiego

### Naczelnicy obwodu
| Lata urzędowania        | Imię i nazwisko         | Ranga                    |
| ----------------------- | ----------------------- | ------------------------ |
| 1860–1862               | Nikołaj Iwanow          | Generał major            |
| 1862–1863               | Nikołaj Jewdokimow      | Hrabia, generał lejtnant |
| 1863–1869               | Feliks Sumurakow-Elston | Hrabia, generał lejtnant |
| 1869–1873               | Michaił Cakni           | Generał lejtnant         |
| 1873–1882               | Nikołaj Karmalin        | Generał lejtnant         |
| 1882–1884               | Siergiej Szeremietiew   | Generał lejtnant         |
| 29.03.1884 – 21.01.1892 | Gieorgij Leonow         | Generał lejtnant         |

### Gubernatorzy obwodu
| Lata urzędowania        | Imię i nazwisko | Ranga            |
| ----------------------- | --------------- | ---------------- |
| 21.02.1892 – 11.11.1904 | Jakow Małama    | Generał lejtnant |
| 11.11.1904 – 03.02.1908 | Dmitrij Odincow | Generał lejtnant |
| 03.02.1908 – 1917       | Michaił Babycz  | Generał lejtnant |

Terytorium obwodu w większości obejmuje utworzony 13 września 1937 Kraj Krasnodarski w składzie RFSRR, a współcześnie Rosji.